# خیرآباد (مه‌ولات)
خیرآباد مه ولات، روستایی از توابع بخش مرکزی شهرستان مه ولات در استان خراسان رضوی ایران است.

## جمعیت
خیرآباد در دهستان مه ولات جنوبی قرار دارد و براساس سرشماری مرکز آمار ایران در سال ۱۳۹۰، جمعیت آن ۱۰۰۷ نفر شامل ۵۲۰ زن و ۴۸۸ مرد با ۳۳۸ خانوار بوده‌است.
فاصله آن از مرکز شهرستان ۱۷ کیلومتر و از مرکز استان (مشهد) ۲۱۱ کیلومتر است اغلب اهالی روستا از سادات اهل بیت می‌باشند
این روستا وقف سادات از اولاد میرزا جلال الدین محمد حکیم می‌باشد که نوادگان مرحوم به اولادهای جلالی، کمالی، عبدالقادری، نظام، بدیعی، ابوترابی و جعفریان تقسیم .می‌شوند.
مردم به شغل دامداری وکشاورزی مشغولند.
جمعیت خیرآباد در سال‌های اخیر کاهش داشته‌است وعلت آن هم خشکسالی و نبود درآمد و شغل مناسب برای جوانان است که باعث مهاجرت به شهرها شده‌است.
در دو قسمت روستا کشاورزی آبی وجود دارد که یک بخش آن با آب قنات در مجاورت سکونتگاه روستا است که در آن اغلب، محصولات باغی، مثل پسته انار انگور انجیر زردآلو بادام و... و همچنین صیفی جات غلات گندم و جو و زعفران با آن کشت می‌شود. 
بخش دیگر به فاصله ۱۷ کیلومتر از سکونتگاه روستا حاصل شش چاه عمیق است که آب شور از آن استحصال می شود. این چاههای عمیق هرکدام متعلق به یکی از اولاد موقوف علیهم است که متاسفانه در حال حاضر به دلیل فروش مالکان اصلی از اولاد موقوف علیهم به صورت صاحبان سهم آب و زمین اداره می شود.
همچنین کشاورزی دیمه (آبیاری بارانی) هم در بندهای حاشیه روستا وجود دارد.
تاریخ روستا به دوره صفویه بر می‌گردد که رباط در ورودی روستا، حمام و [
[آب‌انبار]] از آن دوران به جا مانده‌است.
زبان مردم خیراباد زبان فارسی دری است و با گویش تونی که از اصیل ترین گویش های فارسی است سخن می گویند.
با توجه به پیشینه تاریخی خیرآباد، این روستا دارای آداب ویژه برای برگزاری مراسمات مذهبی من جمله ماه رمضان، دهه فاطمیه و بالاخص ایام عزاداری ماه محرم و صفر است که با توجه به شکوه ویژه این مراسم در شهرستان مه ولات جایگاه خاصی پیدا کرده است. 

## موقوفه اولاد میرزا جلال الدین حکیم جنابدی
این روستا وقف سادات از اولاد میرزا جلال الدین محمد حکیم می‌باشد که نوادگان مرحوم به اولادهای جلالی، سیدجلالی، علوی نیا، مردآزاد، فروزانپور، جلالی سعادت، نپی پور و صدری مهر تقسیم می‌شوند که طبق دادنامه شماره 85/2/14-96 به اثبات دادگاه شهرستان مه ولات رسید است.
- «نتایج سرشماری عمومی نفوس و مسکن ۱۳۹۰». درگاه ملی آمار ایران. بایگانی‌شده از اصلی در ۱۰ اکتبر ۲۰۱۳. دریافت‌شده در ۱ ژانویه ۲۰۱۳.